# Hankelova matice

Barevné vyjádření vzoru Hankelovy matice

V lineární algebře se čtvercová matice nazývá Hankelova, pokud má konstantní hodnoty v rámci všech řad rovnoběžných s vedlejší diagonálou. (Matice s konstantními radami rovnoběžnými s hlavní diagonálou se nazývají Toeplitzovy.)
Matice je pojmenována po německém matematiku Hermannu Hankelovi (1839–1873).

## Definice
Hankelova matice {\displaystyle {\boldsymbol {A}}} řádu {\displaystyle n} určená {\displaystyle (2n-1)}-ticí čísel  {\displaystyle c_{2},c_{3},\dots ,c_{2n}} je definována vztahem {\displaystyle a_{ij}=c_{i+j}}.
Obsah matice lze znázornit pomocí diagramu:
{\displaystyle {\boldsymbol {A}}={\begin{pmatrix}c_{2}&c_{3}&c_{4}&\ldots &\ldots &c_{n+1}\\c_{3}&c_{4}&\ldots &\ldots &c_{n+1}&\vdots \\c_{4}&\vdots &&.&\vdots &\vdots \\\vdots &\vdots &.&&\vdots &c_{2n-2}\\\vdots &c_{n+1}&\ldots &\ldots &c_{2n-2}&c_{2n-1}\\c_{n+1}&\ldots &\ldots &c_{2n-2}&c_{2n-1}&c_{2n}\end{pmatrix}}}

## Ukázka
Hankelova matice řádu 5 má podobu:
{\displaystyle {\begin{pmatrix}a&b&c&d&e\\b&c&d&e&f\\c&d&e&f&g\\d&e&f&g&h\\e&f&g&h&i\\\end{pmatrix}},}
Hankelova matice řádu 4 určená sedmicí 1,3,5,7,9,5,6:
{\displaystyle {\begin{pmatrix}1&3&5&7\\3&5&7&9\\5&7&9&5\\7&9&5&6\\\end{pmatrix}}}

## Vlastnosti
- Pro indexy splňující {\displaystyle i\leq j} platí, že {\displaystyle a_{ij}=a_{i+k,j-k}} pro všechna {\displaystyle k=1,...,j-i}.

- Hankelova matice je vždy symetrická.
- Vektorový prostor Hankelových matic má dimenzi {\displaystyle 2n-1}.
- Do třídy Hankelových matic náleží Hilbertovy matice.